# Laanstraat 121 (Baarn)
De Karseboom is een gemeentelijk monument aan de Laanstraat 121 in Baarn in de provincie Utrecht.
Het woon-winkelpand staat als een soort taartpunt op de hoek van de Laanstraat met de Nieuw Baarnstraat.
Het pand van drie lagen heeft de ingang aan de zijde van de Nieuw Baarnstraat. Boven de ingang is een balkon. De gevels zijn met lichte banden gedecoreerd.

## Van ijzerwaren naar horeca
Oorspronkelijk was in het pand een ijzerwarenzaak gevestigd. In 1990 kreeg het pand een horecabestemming met de naam De Zwarte Kat. Het huidige scholierencafé De Karseboom is sinds 1993 in het pand gevestigd. De naam  komt van de familie Karseboom die eigenaar was van Hotels Karseboom in Amersfoort, Hilversum, Utrecht en daarbuiten. Toen het cafégedeelte in Amersfoort veel Baarnse jongeren bleek te trekken, werd De Zwarte Kat aangekocht en omgedoopt in café De Karseboom.